# 锡布利 (路易斯安那州)
锡布利（英語：Sibley）是美国路易斯安那州下属的一座城市。根据2010年美国人口普查，该市有人口1,218人。建置上，属于“town”。